# فرهنگ بلوزرکا
فرهنگ بلوزرکا (انگلیسی: Belozerka culture) یا فرهنگ بلوزرسکایا نام یک فرهنگ باستان‌شناختی متعلق به اواخر عصر برنز است (سده دوازدهم تا دهم پیش از میلاد) که جایگزین فرهنگ گورالواری (سروبنایا) در نواحی استپی اوکراین و مولداوی گردید. یافته‌های این فرهنگ در نزدیکی بخش‌های انتهایی رودخانه دُن و نیز در کوبان و شبه‌جزیره کریمه شناسایی شده و در دهه ۱۹۸۰ به عنوان یک فرهنگ باستان‌شناسی مستقل و متمایز شناخته گردید.
بقایای این تمدن عبارتند از محوطه‌های مسکونی، آرامگاه‌ها/ گورستان‌ها، کارگاه‌ها، گنجینه‌ها و اشیاء باستانی متفرقه و متنوع. بناهای مسکونی به شکل گودال‌خانه و خانه‌های ساخته شده بر سطح زمین با پی سنگی بوده، در حالی که آرامگاه‌ها بصورت گورپشته (تپهٔ تدفین) یا مجموعه‌ای از آن‌ها در قبرستان ساخته می‌شدند. اجساد بر کف چوبی درون چاله‌ای مستطیل شکل و در حالت جنین به پهلو (معمولا به پهلوی چپ) و با سر در جهت سمت جنوب دفن می‌شدند. اثاث قبر معمولاً متشکل از یک یا دو ظرف چوبی و بعضاً (به ندرت) اشیا ساخته‌شده از فلز بود.
برخی کارشناسان این فرهنگ را مرتبط با مردمان کیمری در نظر می‌گیرند. در نهایت، فرهنگ بلوگرودوف جایگزین فرهنگ بلورکا شد و با گذر زمان جایش را به سکایی‌ها داد.